# Барт, Арношт
А́рношт Барт, псевдоним — Брезинчанский (в.-луж. Arnošt Bart, Brězynčanski, 29 августа 1870 года, деревня Летонь, коммуна Кубшицы, Саксония, Германия — 15 февраля 1956 года, деревня Бризинг, Саксония, Германия) — лужицкий политик и общественный деятель. Один из основателей лужицкого культурно-общественного общества «Домовина» и её первый председатель (1912—1927).

## Биография
Родился 29 августа 1870 года в сербской крестьянской семье в лужицкой деревне Летонь, коммуна Кубшюц. С 1885 года по 1888 год обучался в ремесленном училище в Баутцене. Затем совершил путешествие по Европе, среди прочего посетил Францию, Россию и Австро-Венгрию. В 1890 году возвратился на родину и в этом же году вступил в лужицкую просветительскую организацию «Матица сербская». Участвовал в культурных и социальных мероприятиях среди сербского крестьянства. В это же время принимал участие в политической деятельности, поддерживая взгляды саксонских консерваторов.
В 1912 году был одним из основателей лужицкой общественной организации «Домовина». Во время ноябрьской революции в Саксонии 1918 года стал основателем Национального серболужицкого комитета. Ссылаясь на проект мирного проекта «Четырнадцать пунктов» американского президента Вудро Вильсона, призывал придать лужичанам больше прав на национальное самоопределение и политическую автономию. Призывал создать лужицкую автономию в рамках Германской империи или в образованной Чехословацкой Республики. В декабре 1918 года вёл переговоры с чехословацким правительством о поддержке лужицких интересов. В своей политической борьбе за лужицкую автономность ему удалось привлечь на свою сторону нескольких членов Национального сербского комитета. Вместе с Яном Брылем выступал на мирной конференции в Версале, где призывал предоставить независимость Лужице.
В январе 1919 года отправился через Прагу на Парижскую мирную конференцию. В Праге пытался войти в состав чехословацкой делегации, однако ему это не удалось осуществить, после чего в апреле 1920 года возвратился в Германию, где он был арестован за свою деятельность и осуждён Верховным судом в Лейпциге на три года лишения свободы. После своего освобождения участвовал в деятельности Народной лужицкой партии.
В 1933 году после прихода к власти нацистов был арестован и осуждён на короткое время. В 1935 году был выслан из Верхней Лужицы. С 1944 года по 1945 год находился в заключении.
После Второй мировой войны принимал в участии в восстановлении лужицких организаций. Придерживаясь консервативных взглядов, участвовал в политической деятельности среди лужичан.
В послевоенные годы проживал в деревне Брезинка, от которой взял себе псевдоним «Брезинчанский». Скончался 15 февраля 1956 года в деревне Брезинка.